# Elecciones municipales de 2019 en Leganés
Las elecciones municipales de 2019 se celebraron en Leganés el domingo 26 de mayo, de acuerdo con el Real Decreto de convocatoria de elecciones locales en España dispuesto el 1 de abril de 2019 y publicado en el Boletín Oficial del Estado el día 2 de abril. Se eligieron los 27 concejales del pleno del Ayuntamiento de Leganés, a través de un sistema proporcional (método d'Hondt), con listas cerradas y un umbral electoral del 5 %.

## Resultados
Tras las elecciones, el PSOE se proclamó ganador con 10 escaños, cuatro más que en la anterior legislatura; Unión por Leganés consiguió 4 escaños, dos menos que en la anterior legislatura;  el PP perdió  dos escaños obteniendo 4; Ciudadanos ganó un escaño más al conseguir 3 de los 27; la coalición de Más Madrid-Leganemos resultó ser la vencida al perder cuatro de los seis que consiguió el partido Leganemos por solitario en la anterior legislatura, obteniendo solo 2 escaños; por su parte, Unidas Podemos y Vox consiguieron entrar con 3 y 1 escaño respectivamente al consistorio.
| Candidatura            | Candidatura                              | Candidato                    | Votos   | %                                       | Escaños                                 |
| ---------------------- | ---------------------------------------- | ---------------------------- | ------- | --------------------------------------- | --------------------------------------- |
|                        | Partido Socialista Obrero Español (PSOE) | Santiago Llorente            | 30 178  | 32,39                                   | 10                                      |
|                        | Unión por Leganés (ULEG)                 | Carlos Delgado               | 14 577  | 15,58                                   | 4                                       |
|                        | Partido Popular (PP)                     | Miguel Ángel Recuenco        | 14 362  | 15,38                                   | 4                                       |
|                        | Unidas Podemos (UP)                      | Gema Gil                     | 10 403  | 11,15                                   | 3                                       |
|                        | Ciudadanos-Partido de la Ciudadanía (Cs) | José Manuel Egea             | 9754    | 10,42                                   | 3                                       |
|                        | Más Madrid-Leganemos                     | Francisco José Muñoz Murillo | 6853    | 7,31                                    | 2                                       |
|                        | Vox                                      | Beatriz Tejero               | 5672    | 6,05                                    | 1                                       |
| La Izquierda Hoy (LIH) | La Izquierda Hoy (LIH)                   | Alarico Rubio Tello          | 811     | 0,86                                    | 0                                       |
| Igualdad Real (IGRE)   | Igualdad Real (IGRE)                     | Ángel Luis García Martínez   | 98      | 0,11                                    | 0                                       |
| Unión de Centro (UDEC) | Unión de Centro (UDEC)                   | Jacinto Fernández Moreno     | 94      | 0,10                                    | 0                                       |
| Votos en blanco        | Votos en blanco                          | Votos en blanco              | 586     |                                         | n/a                                     |
| Votos válidos          | Votos válidos                            | Votos válidos                | 92.434  | 100,00                                  | 27                                      |
| Votos nulos            | Votos nulos                              | Votos nulos                  | 531     | Participación: · \| \| 66,13 % \| 3,03% | Participación: · \| \| 66,13 % \| 3,03% |
| Votantes               | Votantes                                 | Votantes                     | 93.551  | Participación: · \| \| 66,13 % \| 3,03% | Participación: · \| \| 66,13 % \| 3,03% |
| Electores              | Electores                                | Electores                    | 141.459 | Participación: · \| \| 66,13 % \| 3,03% | Participación: · \| \| 66,13 % \| 3,03% |
|                        | 66,13 %                                  |                              |         |                                         |                                         |

## Concejales electos
| N.º | Nombre                         | Lista | Lista                |
| --- | ------------------------------ | ----- | -------------------- |
| 1   | Santiago Llorente Gutiérrez    |       | PSOE                 |
| 2   | Laura Oliva García             |       | PSOE                 |
| 3   | Carlos José Delgado Pulido     |       | ULEG                 |
| 4   | Miguel Ángel Recuenco Checa    |       | PP                   |
| 5   | Gema Gil Mira                  |       | Unidas Podemos       |
| 6   | Francisco Javier Márquez Ortiz |       | PSOE                 |
| 7   | José Manuel Egea Cáceres       |       | Cs                   |
| 8   | María Elena Ayllón López       |       | PSOE                 |
| 9   | Ricardo López Serrano          |       | ULEG                 |
| 10  | David Alonso Alonso            |       | PP                   |
| 11  | Francisco José Muñoz Murillo   |       | Más Madrid-Leganemos |
| 12  | Miguel García Rey              |       | PSOE                 |
| 13  | Beatriz Tejero Oller           |       | VOX                  |
| 14  | Iván Mozos Pernias             |       | Unidas Podemos       |
| 15  | María Ángeles Micó Vaquerizo   |       | PSOE                 |
| 16  | Enrique Morago Martínez        |       | Cs                   |
| 17  | Virginia Benito Serrano        |       | ULEG                 |
| 18  | Francisco Javier Oporto Martín |       | PP                   |
| 19  | Óscar Oliveira González        |       | PSOE                 |
| 20  | Virginia Jiménez Calero        |       | PSOE                 |
| 21  | Mercedes Neria Castellano      |       | ULEG                 |
| 22  | Clara Polonio Córdoba          |       | PP                   |
| 23  | Óscar García Muga              |       | Unidas Podemos       |
| 24  | Eva Martínez Borrega           |       | Más Madrid-Leganemos |
| 25  | Miguel Ángel Gutiérrez Merino  |       | PSOE                 |
| 26  | Begoña Cortés Ruiz             |       | Cs                   |
| 27  | Concepción Saugar Vera         |       | PSOE                 |

## Investidura del Alcalde
| Fecha                                                   | Voto                               |    |   |   |   |   |   |  | Total | Investido |
| ------------------------------------------------------- | ---------------------------------- | -- | - | - | - | - | - |  | ----- | --------- |
| 15 de junio de 2019 Mayoría requerida: Absoluta (14/27) | Santiago Llorente Gutiérrez (PSCM) | 10 |   |   | 3 |   | 2 |  | 15/27 | Sí        |
| 15 de junio de 2019 Mayoría requerida: Absoluta (14/27) | Miguel Ángel Recuenco(PP)          |    | 4 |   |   |   |   |  | 4/27  | No        |
| 15 de junio de 2019 Mayoría requerida: Absoluta (14/27) | Carlos Delgado (ULEG)              |    |   | 4 |   |   |   |  | 4/27  | No        |
| 15 de junio de 2019 Mayoría requerida: Absoluta (14/27) | Gema Gil Mira(UP)                  |    |   |   |   | 3 |   |  | 3/27  | No        |